# Leone Strozzi (condottiero)

Stemma degli Strozzi

Leone Strozzi (Firenze, 16 ottobre 1515 – Scarlino, 26 giugno 1554) è stato un condottiero e ammiraglio italiano della famiglia fiorentina degli Strozzi.

## Biografia
Figlio di Filippo Strozzi e di Clarice de' Medici, era fratello di Piero Strozzi, di Roberto e di Lorenzo.
Nel 1528, deciso a vendicare le proposte oscene fatte da Giuliano Salviati a sua sorella Luigia Strozzi, Leone non esitò a lavare con il sangue l'offesa, pugnalando il Salviati in piazza delle Pallottole.
Dopo la sconfitta del padre nella battaglia di Montemurlo del 1537, si rifugiò con i fratelli in Francia, alla corte di Caterina de' Medici, che non gradiva la nuova generazione dei Medici al potere. Combatté di nuovo contro Cosimo I de' Medici a Siena, ma anche qui fu sconfitto.
Fu cavaliere dell'Ordine di Malta dal 1530, poi Priore di Capua e Commendatore di San Jacopo in Campo Corbolini.
Nel 1536 venne nominato Capitano delle galee di Malta, incarico che ricoprì di nuovo nel 1552. Alla morte del padre (1538), volle proseguire la sua azione antimedicea, diventando filofrancese in contrapposizione alla politica filoimperiale di Cosimo I.
Fu ambasciatore dell'Ordine a Costantinopoli nel 1544. Fu anche comandante nella marina da guerra francese. Si distinse in numerose campagne militari nelle guerre contro la Spagna e l'Inghilterra.
Dopo fortunate incursioni navali contro gli spagnoli nella Guerra di Siena, morì nell'assedio di Scarlino, il 26 giugno 1554, per il mancato intervento degli alleati.

## Discendenza
Non si sposò e non ebbe figli.

## Ascendenza
|                            |                    |                          | Genitori               |  |  | Nonni |  |  | Bisnonni       |  |  | Trisnonni      |  |
|                            |                    |                          |                        |  |  |       |  |  | Matteo Strozzi |  |  | Simone Strozzi |  |
|                            |                    |                          |                        |  |  |       |  |  | Matteo Strozzi |  |  | Simone Strozzi |  |
|                            |                    | Andreina Rondinelli      |                        |  |  |       |  |  | Matteo Strozzi |  |  |                |  |
| Filippo Strozzi il Vecchio |                    |                          |                        |  |  |       |  |  | Matteo Strozzi |  |  |                |  |
|                            |                    | Alessandra Macinghi      | Filippo Macinghi       |  |  |       |  |  |                |  |  |                |  |
|                            |                    | Alessandra Macinghi      | Filippo Macinghi       |  |  |       |  |  |                |  |  |                |  |
|                            |                    | Alessandra Macinghi      | Caterina Alberti       |  |  |       |  |  |                |  |  |                |  |
| Filippo Strozzi il Giovane |                    | Alessandra Macinghi      |                        |  |  |       |  |  |                |  |  |                |  |
|                            |                    | Bartolomeo Gianfigliazzi | Adovardo Gianfigliazzi |  |  |       |  |  |                |  |  |                |  |
|                            |                    | Bartolomeo Gianfigliazzi | Adovardo Gianfigliazzi |  |  |       |  |  |                |  |  |                |  |
|                            |                    | Bartolomeo Gianfigliazzi | …                      |  |  |       |  |  |                |  |  |                |  |
| Selvaggia Gianfigliazzi    |                    | Bartolomeo Gianfigliazzi |                        |  |  |       |  |  |                |  |  |                |  |
|                            |                    | …                        | …                      |  |  |       |  |  |                |  |  |                |  |
|                            |                    | …                        | …                      |  |  |       |  |  |                |  |  |                |  |
|                            |                    | …                        | …                      |  |  |       |  |  |                |  |  |                |  |
| Leone Strozzi              |                    | …                        |                        |  |  |       |  |  |                |  |  |                |  |
|                            | Lorenzo de' Medici | Piero de' Medici         |                        |  |  |       |  |  |                |  |  |                |  |
|                            | Lorenzo de' Medici | Piero de' Medici         |                        |  |  |       |  |  |                |  |  |                |  |
|                            | Lorenzo de' Medici | Lucrezia Tornabuoni      |                        |  |  |       |  |  |                |  |  |                |  |
| Piero de' Medici           | Lorenzo de' Medici |                          |                        |  |  |       |  |  |                |  |  |                |  |
|                            |                    | Clarice Orsini           | Jacopo Orsini          |  |  |       |  |  |                |  |  |                |  |
|                            |                    | Clarice Orsini           | Jacopo Orsini          |  |  |       |  |  |                |  |  |                |  |
|                            |                    | Clarice Orsini           | Maddalena Orsini       |  |  |       |  |  |                |  |  |                |  |
| Clarice de' Medici         |                    | Clarice Orsini           |                        |  |  |       |  |  |                |  |  |                |  |
|                            |                    | Roberto Orsini           | Carlo Orsini           |  |  |       |  |  |                |  |  |                |  |
|                            |                    | Roberto Orsini           | Carlo Orsini           |  |  |       |  |  |                |  |  |                |  |
|                            |                    | Roberto Orsini           | Paola Orsini           |  |  |       |  |  |                |  |  |                |  |
| Alfonsina Orsini           |                    | Roberto Orsini           |                        |  |  |       |  |  |                |  |  |                |  |
|                            |                    | Caterina Sanseverino     | Amerigo Sanseverino    |  |  |       |  |  |                |  |  |                |  |
|                            |                    | Caterina Sanseverino     | Amerigo Sanseverino    |  |  |       |  |  |                |  |  |                |  |
|                            |                    | Caterina Sanseverino     | Margherita Sanseverino |  |  |       |  |  |                |  |  |                |  |
|                            |                    | Caterina Sanseverino     |                        |  |  |       |  |  |                |  |  |                |  |